# Edge (magasin)
 For alternative betydninger, se Edge. (Se også artikler, som begynder med Edge)
Edge er et computerspilsmagasin, som bliver udgivet af Future Publishing i Storbritannien. Det første Edge-eksemplar blev udgivet i oktober 1993. Magasinet udgives hver måned.